# Знаки почтовой оплаты СССР (1930)
Зна́ки почто́вой опла́ты СССР (1930) — перечень (каталог) знаков почтовой оплаты (почтовых марок), введённых в обращение дирекцией по изданию и экспедированию знаков почтовой оплаты Народного комиссариата почт и телеграфов СССР в 1930 году.
С 1 января по 25 декабря 1930 года была выпущена 21 почтовая марка, в том числе 15 памятных (коммеморативных) и 6 стандартных третьего выпуска (1929—1941).

## Список коммеморативных (памятных) марок
Порядок следования элементов в таблице соответствует номеру по каталогу марок СССР (ЦФА), в скобках приведены номера по каталогу «Михель».
| № по каталогу                         | Изображение | Описание и источники                                                      | Номинал        | Дата выпуска          | Тираж     | Художник         |
| ------------------------------------- | ----------- | ------------------------------------------------------------------------- | -------------- | --------------------- | --------- | ---------------- |
| (ЦФА [АО «Марка»] № 351) (Mi #383)    |             | Почтово-благотворительный выпуск «Беспризорным детям»: в мастерских       | 0,10+0,02 руб. | 1 января 1930 года    | 1 000 000 | В. К. Куприянов  |
| (ЦФА [АО «Марка»] № 352) (Mi #384)    |             | Почтово-благотворительный выпуск «Беспризорным детям»: на полевых работах | 0,20+0,02 руб. | 1 января 1930 года    | 750 000   | В. К. Куприянов  |
| (ЦФА [АО «Марка»] № 353) (Mi #385)    |             | Первая Конная армия: конные                                               | 0,02 руб.      | 9 февраля 1930 года   | 1 000 000 | Александр Волков |
| (ЦФА [АО «Марка»] № 354) (Mi #386)    |             | Первая Конная армия: атака                                                | 0,05 руб.      | 9 февраля 1930 года   | 1 000 000 | Ольга Амосова    |
| (ЦФА [АО «Марка»] № 355) (Mi #387)    |             | Первая Конная армия: реввоенсовет                                         | 0,10 руб.      | 9 февраля 1930 года   | 400 000   | Александр Волков |
| (ЦФА [АО «Марка»] № 356) (Mi #388)    |             | Первая Конная армия: боевой путь                                          | 0,14 руб.      | 9 февраля 1930 года   | 500 000   | Ольга Амосова    |
| (ЦФА [АО «Марка»] № 357) (Mi #389)    |             | Педагогическая выставка                                                   | 0,10 руб.      | 15 августа 1930 года  | 1 000 000 | Дмитрий Голядкин |
| (ЦФА [АО «Марка»] № 360) (Mi #390)    |             | Авиапочта. 5 в 4 года: (цеппелин)                                         | 0,40 руб.      | 10 сентября 1930 года | 100 000   | В. Костяницын    |
| (ЦФА [АО «Марка»] № 360Б) (Mi #390 C) |             | Авиапочта. 5 в 4 года: (цеппелин)                                         | 0,40 руб.      | 10 сентября 1930 года | 100 000   | В. Костяницын    |
| (ЦФА [АО «Марка»] № 361) (Mi #391)    |             | Авиапочта. 5 в 4 года: (цеппелин)                                         | 0,80 руб.      | 10 сентября 1930 года | 100 000   | В. Костяницын    |
| (ЦФА [АО «Марка»] № 361Б) (Mi #391 C) |             | Авиапочта. 5 в 4 года: (цеппелин)                                         | 0,80 руб.      | 10 сентября 1930 года | 100 000   | В. Костяницын    |
| (ЦФА [АО «Марка»] № 362) (Mi #394 B)  |             | Революция 1905 года: броненосец «Потёмкин»                                | 0,03 руб.      | 25 декабря 1930 года  | 750 000   | С. Новский       |
| (ЦФА [АО «Марка»] № 363) (Mi #395 B)  |             | Революция 1905 года: баррикада на Красной Пресне                          | 0,05 руб.      | 25 декабря 1930 года  | 750 000   | А. Ротин         |
| (ЦФА [АО «Марка»] № 364) (Mi #396 B)  |             | Революция 1905 года: на баррикаде                                         | 0,10 руб.      | 25 декабря 1930 года  | 500 000   | Дмитрий Голядкин |
| (ЦФА [АО «Марка»] № 365) (Mi #394)    |             | Революция 1905 года: броненосец «Потёмкин»                                | 0,03 руб.      | 25 декабря 1930 года  | 1 000 000 | С. Новский       |
| (ЦФА [АО «Марка»] № 366) (Mi #395)    |             | Революция 1905 года: баррикада на Красной Пресне                          | 0,05 руб.      | 25 декабря 1930 года  | 1 000 000 | А. Ротин         |
| (ЦФА [АО «Марка»] № 367) (Mi #396)    |             | Революция 1905 года: на баррикаде                                         | 0,10 руб.      | 25 декабря 1930 года  | 1 000 000 | Дмитрий Голядкин |

## Третий выпуск стандартных марок (1929—1941)
В 1930 году продолжена эмиссия стандартных почтовых марок третьего стандартного выпуска СССР: в обращение поступили марки номиналом от 0,15 до 3 рублей.
Порядок следования элементов в таблице соответствует номеру по каталогу марок СССР (ЦФА), в скобках приведены номера по каталогу «Михель».
| № по каталогу                                | Изображение | Описание и источники                            | Номинал   | Дата выпуска       | Тираж    | Художник         |
| -------------------------------------------- | ----------- | ----------------------------------------------- | --------- | ------------------ | -------- | ---------------- |
| (ЦФА [АО «Марка»] № 322) (Mi #372 A)         |             | Барельефы рабочего, красноармейца и крестьянина | 0,15 руб. | октябрь 1930 года  | массовый | В. К. Куприянов  |
| (ЦФА [АО «Марка»] № 324) (Mi #374 A)         |             | Работница                                       | 0,30 руб. | октябрь 1930 года  | массовый | Дмитрий Голядкин |
| (ЦФА [АО «Марка»] № 326) (Mi #376 A)         |             | Красноармеец                                    | 0,70 руб. | сентябрь 1930 года | массовый | Дмитрий Голядкин |
| (ЦФА [АО «Марка»] № 328-1) № 328-2 (Mi #392) |             | Телеграф                                        | 1,00 руб. | сентябрь 1930 года | массовый | В. Корзун        |
| (ЦФА [АО «Марка»] № 329) (Mi #393)           |             | Волховская ГЭС                                  | 3,00 руб. | октябрь 1930 года  | массовый | В. К. Куприянов  |

## Комментарии
1. ↑  Коммеморативные марки — обобщённое название специальных художественных (памятных, юбилейных и других) почтовых марок. Для упрощения терминологии в случаях, когда требуется лишь подчеркнуть, что данная марка не является общеупотребляемой (то есть стандартной), под термином «коммеморативная марка» подразумевают, кроме перечисленных выше, также тематические (рисунки которых, посвящены определённой теме коллекционирования) марки. Также все упомянутые марки, объединённые термином «коммеморативная», имеют общую черту: как правило, такие марки изготовляются на высоком полиграфическом уровне[4].
2. ↑  Ниже приведён перечень памятных художественных марок (с возможностью сортировки по номиналу, тиражу и дате введения в обращение).
3. ↑  В помощь беспризорным детям: в производственных мастерских. Оливковая. Печать глубокая на мелованной бумаге без водяного знака, перфорирована: линейная зубцовка 10½ (на каждые 2 сантиметра края марки приходится 10½ зубцов), 50 (5×10) экземпляров на марочных листах[1][9][10].
4. ↑  В помощь беспризорным детям: на полевых работах. Тёмно-зелёная. Печать глубокая на мелованной бумаге без водяного знака, перфорирована: линейная зубцовка 10½ (на каждые 2 сантиметра края марки приходится 10½ зубцов), 50 (5×10) экземпляров на марочных листах[1][9][10].
5. ↑  10-летие Первой Конной армии: группа конармейцев. Зелёная. Автотипия на бумаге с водяным знаком «ковер», перфорирована: комбинированная гребенчатая зубцовка 12:12½ (на каждые 2 сантиметра края марки приходится 12:12½ зубцов), 100 (10×10) экземпляров на марочных листах[1][11][12].
6. ↑  10-летие Первой Конной армии: конная атака. Красно-коричневая. Автотипия на бумаге с водяным знаком «ковер», перфорирована: комбинированная гребенчатая зубцовка 12:12½ (на каждые 2 сантиметра края марки приходится 12:12½ зубцов), 100 (10×10) экземпляров на марочных листах[1][11][12].
7. ↑  10-летие Первой Конной армии: реввоенсовет Первой Конной армии. Оливковая. Автотипия на бумаге с водяным знаком «ковер», перфорирована: комбинированная гребенчатая зубцовка 12:12½ (на каждые 2 сантиметра края марки приходится 12:12½ зубцов), 100 (10×10) экземпляров на марочных листах[1][11][12].
8. ↑  10-летие Первой Конной армии: боевой путь Первой Конной армии. Синяя, красная. Автотипия на бумаге с водяным знаком «ковер», перфорирована: комбинированная гребенчатая зубцовка 12:12½ (на каждые 2 сантиметра края марки приходится 12:12½ зубцов), 100 (10×10) экземпляров на марочных листах[1][11][12].
9. ↑  1-я Всесоюзная педагогическая выставка в Ленинграде: школьники. Оливково-зелёная. Дефект клише: каждая десятая марка на марочном листе с разбитой цифрой «15»  (ЦФА [АО «Марка»] № 357К)  (Mi #389 I). Есть варианты: I-й тираж — ручка серпа касается рамки  и II-й тираж — ручка серпа не касается рамки. Автотипия на бумаге с водяным знаком «ковер», перфорирована: комбинированная гребенчатая зубцовка 12:12½ (на каждые 2 сантиметра края марки приходится 12:12½ зубцов), 100 (10×10) экземпляров на марочных листах[1][11][13].
10. ↑  Рисунок по плакату В. Костяницына «Даёшь пятилетку в четыре года!»: дирижабль над заводом (прилёт дирижабля ЛЦ-127 в Москву). Тёмно-синяя. Печать глубокая на бумаге с водяным знаком «квадраты и углы», перфорирована: линейная зубцовка  (ЦФА [АО «Марка»] № 360)  (Mi #390 A) — 12½ (на каждые 2 сантиметра края марки приходится 12½ зубцов),  (ЦФА [АО «Марка»] № 360А)  (Mi #390 B) — 10½ (на каждые 2 сантиметра края марки приходится 10½ зубцов) и  (ЦФА [АО «Марка»] № 360Б)  (Mi #390 C) — без зубцов, 50 (5×10) экземпляров на марочных листах. Суммарный тираж вариантов марки  (ЦФА [АО «Марка»] № 360) — 100 000 экземпляров[1][11][13].
11. ↑  Суммарный тираж вариантов марок  (ЦФА [АО «Марка»] № 360),  (ЦФА [АО «Марка»] № 360А) и  (ЦФА [АО «Марка»] № 360Б) — 100 тыс. экземпляров[11][13].
12. ↑  Рисунок по плакату В. Костяницына «Даёшь пятилетку в четыре года!»: дирижабль над заводом (прилёт дирижабля ЛЦ-127 в Москву). Тёмно-синяя. Печать глубокая на бумаге с водяным знаком «квадраты и углы», без зубцов, 50 (5×10) экземпляров на марочных листах. Суммарный тираж вариантов марки  (ЦФА [АО «Марка»] № 360) — 100 000 экземпляров[1][11][13].
13. ↑  Суммарный тираж вариантов марок  (ЦФА [АО «Марка»] № 360),  (ЦФА [АО «Марка»] № 360А) и  (ЦФА [АО «Марка»] № 360Б) — 100 тыс. экземпляров[11][13].
14. ↑  Рисунок по плакату В. Костяницына «Даёшь пятилетку в четыре года!»: дирижабль над заводом (прилёт дирижабля ЛЦ-127 в Москву). Красная. Печать глубокая на бумаге с водяным знаком «квадраты и углы», перфорирована: линейная зубцовка  (ЦФА [АО «Марка»] № 361)  (Mi #391 A) — 12½ (на каждые 2 сантиметра края марки приходится 12½ зубцов),  (ЦФА [АО «Марка»] № 361А)  (Mi #391 B) — 10½ (на каждые 2 сантиметра края марки приходится 10½ зубцов) и  (ЦФА [АО «Марка»] № 361Б)  (Mi #391 C) — без зубцов, 50 (5×10) экземпляров на марочных листах. Суммарный тираж вариантов марки  (ЦФА [АО «Марка»] № 361) — 100 000 экземпляров[1][11][13].
15. ↑  Суммарный тираж вариантов марок  (ЦФА [АО «Марка»] № 361),  (ЦФА [АО «Марка»] № 361А) и  (ЦФА [АО «Марка»] № 361Б) — 100 тыс. экземпляров[11][13].
16. ↑  Рисунок по плакату В. Костяницына «Даёшь пятилетку в четыре года!»: дирижабль над заводом (прилёт дирижабля ЛЦ-127 в Москву). Красная. Печать глубокая на бумаге с водяным знаком «квадраты и углы», без зубцов, 50 (5×10) экземпляров на марочных листах. Суммарный тираж вариантов марки  (ЦФА [АО «Марка»] № 361) — 100 000 экземпляров[1][11][13].
17. ↑  Суммарный тираж вариантов марок  (ЦФА [АО «Марка»] № 361),  (ЦФА [АО «Марка»] № 361А) и  (ЦФА [АО «Марка»] № 361Б) — 100 тыс. экземпляров[11][13].
18. ↑  25-летие революции 1905-1907 гг.: броненосец «Потёмкин». Красная. Печать типографская на бумаге с водяным знаком «ковер», без зубцов, 20 (5×4) экземпляров на марочных листах[1][11][14].
19. ↑  25-летие революции 1905-1907 гг.: рабочие на баррикадах. Синяя. Печать типографская на бумаге с водяным знаком «ковер», без зубцов, 100 (10×10) экземпляров на марочных листах[1][11][14].
20. ↑  25-летие революции 1905-1907 гг.: Красное знамя на баррикадах. Зелёная, красная. Печать типографская на бумаге с водяным знаком «ковер», без зубцов, 100 (10×10) экземпляров на марочных листах[1][11][14].
21. ↑  25-летие революции 1905-1907 гг.: броненосец «Потёмкин». Красная. Печать типографская на бумаге с водяным знаком «ковер», перфорирована: комбинированная гребенчатая зубцовка 12:12½ (на каждые 2 сантиметра края марки приходится 12:12½ зубцов), 20 (5×4) экземпляров на марочных листах[1][11][14].
22. ↑  25-летие революции 1905-1907 гг.: рабочие на баррикадах. Синяя. Печать типографская на бумаге с водяным знаком «ковер», перфорирована: комбинированная гребенчатая зубцовка 12:12½ (на каждые 2 сантиметра края марки приходится 12:12½ зубцов), 100 (10×10) экземпляров на марочных листах[1][11][14].
23. ↑  25-летие революции 1905-1907 гг.: Красное знамя на баррикадах. Зелёная, красная. Печать типографская на бумаге с водяным знаком «ковер», перфорирована: комбинированная гребенчатая зубцовка 12:12½ (на каждые 2 сантиметра края марки приходится 12:12½ зубцов), 100 (10×10) экземпляров на марочных листах[1][11][14].
24. ↑  Ниже приведён перечень стандартных марок (с возможностью сортировки по номиналу, тиражу и дате введения в обращение).
25. ↑  Барельефы рабочего, красноармейца и крестьянина, тёмно-оливковая. Печать типографская на бумаге с водяным знаком «ковёр», перфорирована: комбинированная гребенчатая зубцовка 12:12½ (на каждые 2 сантиметра края марки приходится 12:12½ зубцов), 100 (10×10) экземпляров на марочных листах[1][5][15].
26. ↑  Работница, фиолетовая. Печать типографская на бумаге с водяным знаком «ковёр», перфорирована: комбинированная гребенчатая зубцовка 12:12½ (на каждые 2 сантиметра края марки приходится 12:12½ зубцов), 100 (10×10) экземпляров на марочных листах[1][5][15].
27. ↑  Красноармеец, карминовая. Печать типографская на бумаге с водяным знаком «ковёр», перфорирована: комбинированная гребенчатая зубцовка 12:12½ (на каждые 2 сантиметра края марки приходится 12:12½ зубцов), 100 (10×10) экземпляров на марочных листах[1][5][15].
28. ↑  Центральный телеграф (Москва), тёмно-синяя. Печать глубокая на бумаге с водяным знаком «ковер», перфорирована: линейная зубцовка 10 или 12½ (на каждые 2 сантиметра края марки приходится 10 или 12½ зубцов), 100 (10×10) экземпляров на марочных листах[1][5][17].
29. ↑  Волховская ГЭС. Чёрно-коричневая, зелёная. Печать глубокая на бумаге с водяным знаком «ковер», перфорирована: линейная зубцовка 12½ (на каждые 2 сантиметра края марки приходится 12½ зубцов), 100 (10×10) экземпляров на марочных листах[1][5][17].